# Les Meilleurs Récits de Amazing Stories
Les Meilleurs Récits de Amazing Stories est une anthologie de science-fiction menée par Jacques Sadoul reprenant huit nouvelles parues dans le magazine Amazing Stories entre 1926 et 1932.
Publiée en 1974 aux éditions J'ai lu, elle fait partie d’un cycle d’anthologies reprenant des récits des pulps de science-fiction américains de la première partie du XXe siècle.

## Contenu
- Les Êtres de l’abîme (The People of the Pit), Abraham Merritt, 1919
- L'Arrivée des glaces (The Coming of the Ice), G. Peyton Wertenbaker, 1926
- La Guerre du lierre (The Ivy War), David H. Keller, 1930
- Le Dernier Homme (The Last Man), Wallace G. West, 1929
- Les Cités d'Ardathia (The Cities of Ardathia), Francis Flagg, 1932
- Le Sous-univers (Out of the Sub-Univers), Roman Frederick Starzl, 1928
- La Planète au double soleil (The Planet of the Double Sun), Neil R. Jones, 1932
- Armageddon 2419 après J.-C. (Armageddon 2419), Philip Francis Nowlan, 1928